# Randi
Randi er et norsk pigenavn, som opstod i 1400-tallet, som en kortform af Ragnfrid. Den oprindelige betydning på norrønt er gud-elskelig.
Ifølge Danmarks Statistik er der i 2011 4495 kvinder med fornavnet Randi, i 2010 var der 4528. Navnet var populært i 1950erne og havde en svag opblomstring i midten af 1970erne.

## Kendte personer med navnet
- Randi Laubek, dansk musiker og sanger
- Randi Michelsen, dansk skuespiller
- Randi Noyes, norsk forfatter
- Randi Stene, norsk operasanger

Som efternavn
- James Randi, canadisk-født tryllekunstner og skeptiker